# Gerhard Christian von Stöcken
Gerhard Christian von Stöcken (født 13. januar 1671, død 13. august 1728 i København) var en dansk officer, bror til Cai Burchard, Christopher Ernst, Abigael Marie og Hans Henrik von Stöcken.
Han var søn af gehejmeråd Henrik von Stöcken. Som ung tumlede han sig i fremmed krigstjeneste, både venetiansk (ved Hannibal Løwenschilds regiment på Morea) og i fransk, og stod 1691-92 opført som kaptajn reformé ved Dronningens Livregiment, 1696 som oberstløjtnant ved Jyske Infanteriregiment; men først 1697 trådte han virkelig ind i den danske hær, som oberstløjtnant ved Prins Georgs Regiment. Han var 1700 med i felttoget i Hertugdømmerne, fulgte samme år med hjælpetropperne til Sachsen og siden til Italien, blev her 1701 karakteriseret oberst, men gik af ved reduktionen 1703. Året efter kom han tilbage til korpset som regimentschef, men blev om efteråret ansat ved det i Nederlandene kæmpende danske korps som chef for 1. bataljon af Prins Georgs Regiment, blev 1709 brigader, 1712 generalmajor. Efter korpsets hjemkomst til Danmark (1714) deltog Stöcken i Stralsunds belejring og blev, da fæstningen var taget, kommandant i samme indtil fredslutningen 1720. Året efter blev han kommandant i Glückstadt, 1724 i Citadellet Frederikshavn; 1723 havde han fået Det hvide Bånd. Han døde 13. august 1728 og var gift med Francisca Felicitas van der Veckenen (1689 - 24. december 1766), hvis fader var prokansler i Hertugdømmet Geldern. Hun blev 1752 Dame de l'union parfaite.